# Hybrit
Hybrit est un programme industriel suédois visant à remplacer le coke de charbon par de l'« hydrogène vert » dans la fabrication de minerai de fer préréduit par réduction directe. Issu d'une collaboration entre les entreprises SSAB, LKAB et Vattenfall, la première production d'acier avec ce procédé a eu lieu en août 2021.

## Projet

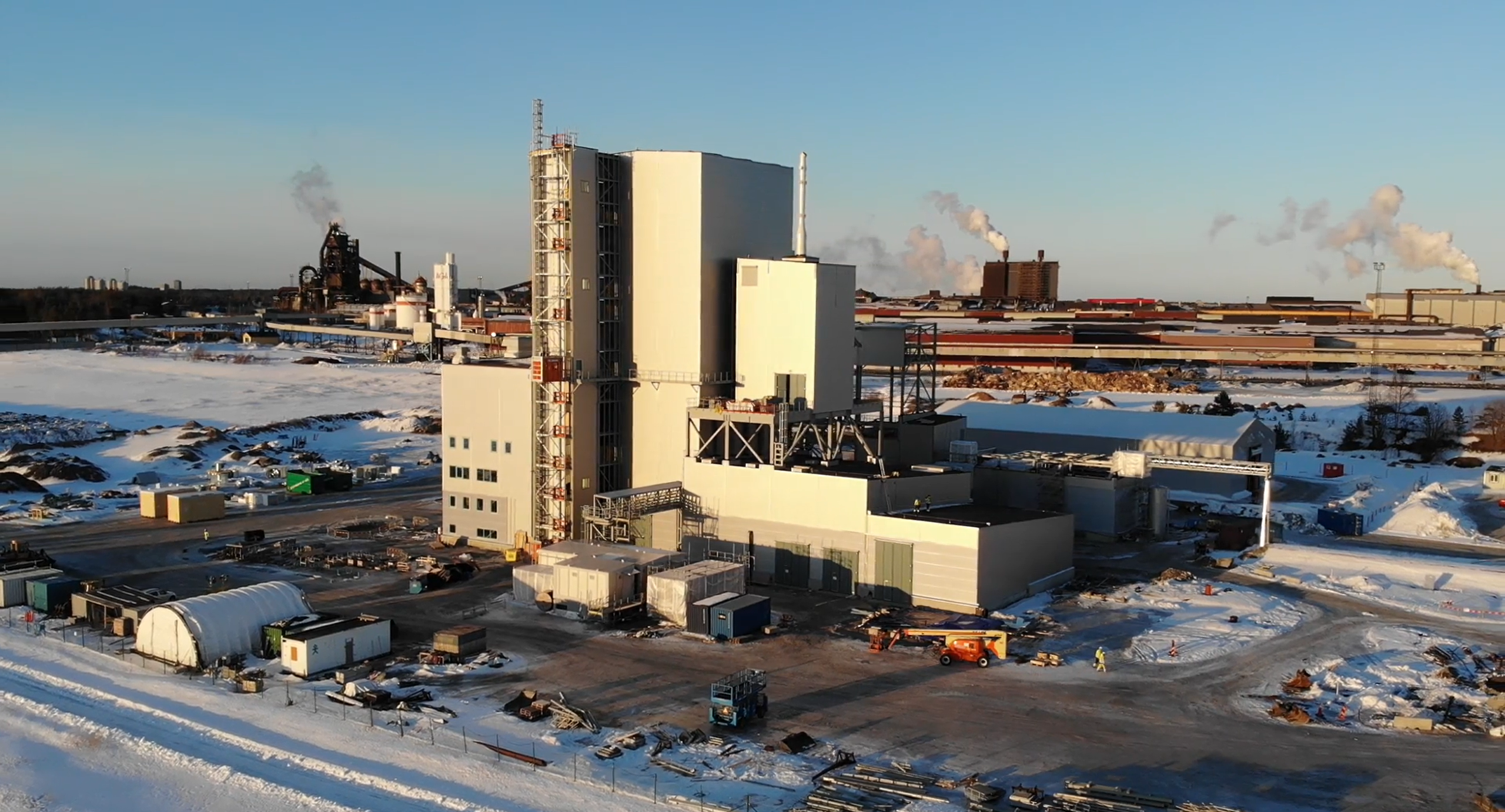
Usine Hybrit au sein du complexe sidérurgique de Luleå

Le programme Hybrit vise à créer un « acier sans énergies fossiles » par la filière haut fourneau, en remplaçant le coke de charbon par de l'hydrogène produit à partir de sources d'électricité décarbonées. Il est mené par un consortium de trois entreprises suédoises : SSAB (sidérurgiste), LKAB (producteur de minerai de fer) et Vattenfall (producteur d'électricité),. Il fait partie des trois projets innovants clefs soulignés en 2022 par l'agence internationale de l'énergie pour espérer atteindre les objectifs de neutralité carbone. Bien que l'utilisation du procédé soit 20 % plus coûteux que l'équivalent au charbon en 2023, la direction de l'entreprise table sur une inversion de la tendance avec l'augmentation du prix d'émission de la tonne de CO2.

## Avancement
À l'été 2020, la ligne pilote de production de minerai de fer préréduit par hydrogène est mise en route.
En août 2021, la première production d'acier sans énergie fossile est réalisée à l'usine sidérurgique de Luleå,. Bien que la production soit en petite quantité, cette réalisation en fait le projet le plus avancé dans son domaine,.
En juin 2022, un démonstrateur pour le stockage d'hydrogène est construit.
La démonstration du procédé à l'échelle industrielle est annoncée pour 2026.